# Jewgenija Nikolajewna Jegorowa
Jewgenija Nikolajewna Jegorowa (russisch Евгения Николаевна Егорова, Parteipseudonym; eigentlich Marta-Ella Liepiņa oder Marta-Ella Leppin; * 1892 in Rūjiena; † 8. April 1938) war eine lettisch-sowjetische Revolutionärin, Partei- und Gewerkschaftsfunktionärin.

## Leben
Jegorowa, Tochter eines Tischlers, machte eine Ausbildung zur Näherin. 1911 schloss sie sich der SDAPR an. Zu den Aufgaben Jegorowas gehörte es unter anderem, revolutionäre Schriften aus dem Ausland nach Riga zu bringen. Aufgrund ihrer revolutionären Arbeit wurde sie 1915 nach Sibirien verbannt, konnte jedoch bald mit dem Pass einer Mitverbannten illegal nach Petrograd zurückkehren. Im Auftrag des russischen Büro des ZK und des Petrograder Parteikomitees hatte sie Anteil an der Einrichtung der illegalen Druckerei für die Zeitung Prawda. Nach der Februarrevolution 1917 wurde sie Sekretärin des Wyborger Bezirkskomitees (Rajkom) der SDAPR(B). In den Tagen der Oktoberrevolution wurde sie Mitglied des Revolutionären Stabes des Rajon Wyborg, anschließend Leiterin der Agitprop-Abteilung des Petrograder Gouvernement-Komitees (Gubkom). Ab 1919 war sie Sekretärin des Saratower Gubkom und arbeitete später für die Partei in Leningrad. Jegorowa war Delegierte des VIII., IX., XIII., XVI. und XVII. Parteitages der KPR(B) bzw. der WKP(B).
1929 wurde sie Vorsitzende des ZK der Konfektionsarbeitergewerkschaft und Mitglied des Allunions-Zentralrates der Gewerkschaften (WZSPS), 1934 schließlich Vorsitzende des ZK der Gewerkschaft der Arbeiter in der Gummi- und Kautschukindustrie.
Jegorowa wurde mit dem Leninorden ausgezeichnet. Sie wurde 1938 Opfer der Stalinschen Säuberungen.